# Shin Dong-hyuk

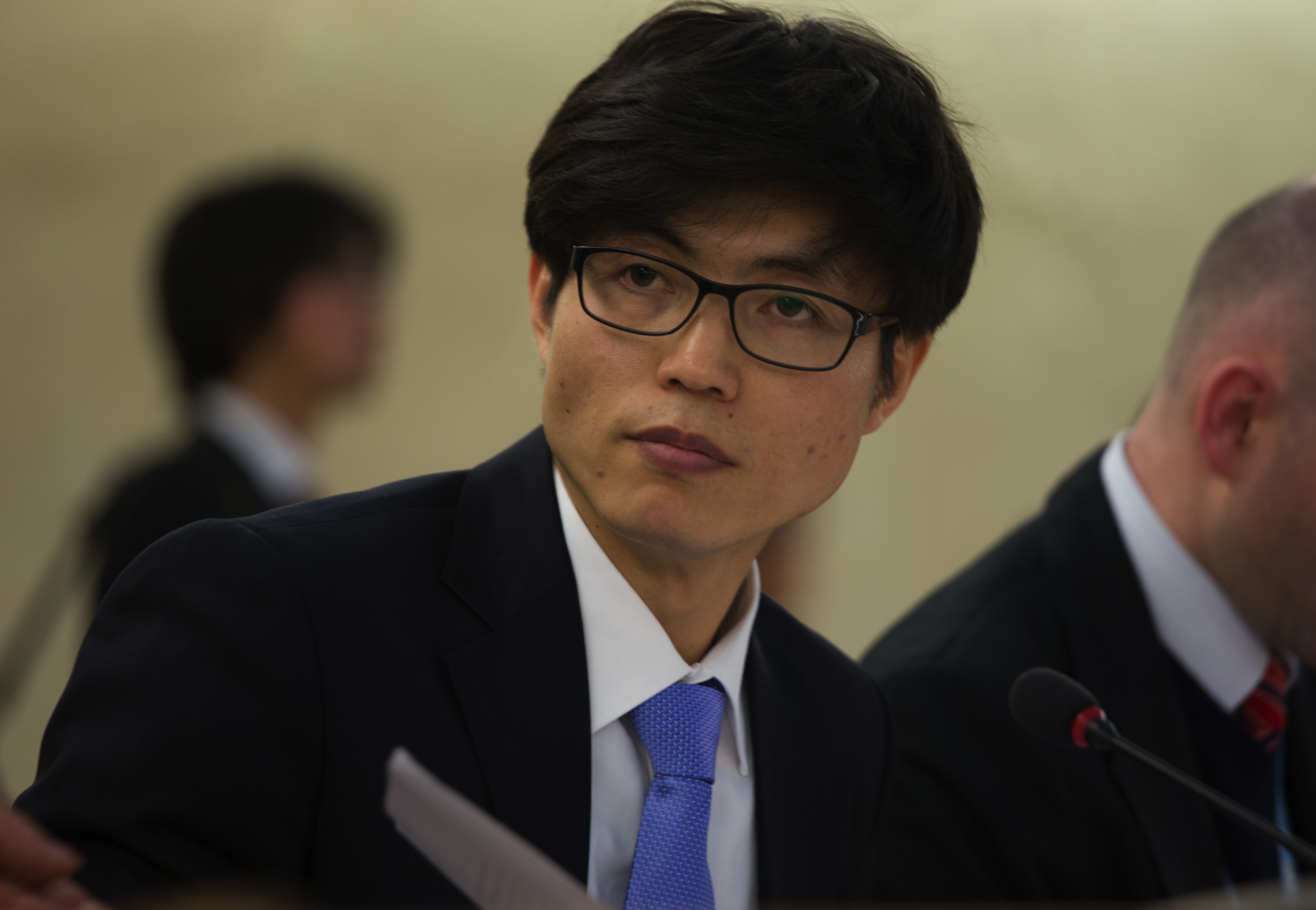
Shin Dong-hyuk 2014.

Shin Dong-hyuk, född 1982, är en nordkoreansk man som i 23 år var i läger 14 innan han lyckades fly. Läger 14 är ett ökänt läger för politiska fångar, där ungefär 50 000 personer bor i omänskliga förhållanden.
Som barn fångade han råttor och letade efter osmultna majsfrön i djurexkrementer för att få mat. Han fick reda på att hans mor och storebror planerade att fly, och anmälde dem. De dödades framför hans ögon. Han har torterats i lägret.
Han har grundat Inside NK, som informerar om människorättssituationen i Nordkorea.
Blaine Harden har skrivit en bok om Shin, Flykten från Läger 14: den dramatiska rymningen från ett nordkoreanskt fångläger (2012). År 2015 erkände Shin att allt han berättat åt Harden inte stämmer.
Enligt honom var vissa minnen så smärtsamma att han inte ville tänka på dem. Han uppger sig dock enbart ha ändrat på saker han inte trodde ha stor betydelse. Han har bett om ursäkt på Facebook.